# Ogcodocera leucoprocta
Ogcodocera leucoprocta är en tvåvingeart som först beskrevs av Christian Rudolph Wilhelm Wiedemann 1828.  Ogcodocera leucoprocta ingår i släktet Ogcodocera och familjen svävflugor. Inga underarter finns listade i Catalogue of Life.